# Кобяй
Кобя́й (якут. Кэбээйи) — село в Кобяйском улусе Якутии. Второй по величине населенный пункт Кобяйского улуса после п. Сангар. Население — 2 130 человек (2023 год).
С 1937 по 1959 гг. — административный центр Кобяйского района Якутской АССР.

## География
Расположен в пределах Центрально-Якутской равнины на берегу озера Малыда, в 61 км к юго-западу от улусного центра п. Сангар и в 238 км к северо-западу от г. Якутска.

## История
1639 г. — первые письменные упоминания о Ковейской волости в ясачную книгу казака Парфёна Ходырева
1771 г. — Кобяйский наслег включён в состав Средневилюйского улуса
1930 г. — Кобяйский наслег включён в состав Намского района
1932 г. — организуются первые колхозы: им. Калинина, «Красный Кобяй», «Красная Малыыда»
1937 г. — образован Кобяйский район с центром в с. Кобяй
1941—1945 гг. — на ВОВ из Кобяйского наслега призвано 198 человек
1959 г. — административный центр Кобяйского района перенесён из с. Кобяй в п. Сангар
1961 г. — создан совхоз «Кобяйский» с центром в с. Кобяй
1987 г. — построена первая в сельской местности в Якутии ГДЭС с мощностью 1200 кВт
2020 г. — завершено строительство круглогодичной региональной автомобильной дороги «Кобяй» с мостовым переходом через р. Тюгюене

## Население
| 1939 | 1989  | 2002  | 2010  | 2021  |
| ---- | ----- | ----- | ----- | ----- |
| 596  | ↗2600 | ↘2570 | ↗2605 | ↘2172 |

## Социальная сфера

### Образование
- Кобяйская средняя общеобразовательная школа им. Е. Е. Эверстова
- Детский сад № 12 «Кэскил»
- Детский сад № 13 «Кустук»
- Детский сад № 14 «Сардаана»
- Кобяйская детская школа искусств им. З. К. Степанова
- Детско-юношеская спортивная школа села Кобяй

### Культура
- Центр народного творчества «Сайдам»
- Центр культурного развития «Дьулуур»
- Кобяйский улусный краеведческий музей им. П. Д. Степанова
- Кобяйская модельная библиотека им. Г. Г. Кобякова

### Здравоохранение
- Кобяйская врачебная амбулатория им. М. С. Сметаниной
- Аптека

## Экономика

### Энергетика
- Кобяйский эксплуатационный газовый участок УГРС АО «Сахатранснефтегаз»
- Заречный участок ГУП «ЖКХ РС(Я)»
- Кобяйская ГДЭС Кобяйских электрических сетей АО «Сахаэнерго»

### Торговля
- Более 20 магазинов ИП
- Кафе
- Районное потребительское общество «Кэскил»
- Производство кисломолочных продуктов
- Водозабор (услуги чистой бутилированной воды)

### Сельское хозяйство
- Развиты мясо-молочное скотоводство, табунное коневодство, растениеводство. Действуют ряд фермерско-крестьянских хозяйств по разведению крупного рогатого скота и табунной лошади (КФХ «Ворошилов», ЖСПК «Кобяй» и др.). Гордость села — крестьянско-фермерское хозяйство «Ворошилов» в 7 км от поселка с двумя механизированными коровниками на 100 и 120 голов, с коровником без механизации на 100 голов, двумя летними фермами, сельхозугодиями и жилым микрорайоном. Также в селе обеспечивается ежедневное производство свежих кисломолочных продуктов (СХПК «Томтор», ПО «Кэскил», КФХ «Ворошилов», ЖСПК «Кобяй»).

### Прочие организации
- Почта России
- МФЦ «Мои Документы»
- Ростелеком
- Сбербанк
- Алмазкредитсервис
- Аптека
- Полиция
- Пожарная часть
- Ветеринарная лечебница
- Центр печати «Ай-Тал»

## Транспортная инфраструктура

### Автодороги
- Региональная автомобильная дорога «Кобяй» (Кобяй — Бясь-Кюёль — Асыма) с выходом на федеральную автодорогу «Вилюй». Время в пути до Якутска занимает 5-6 часов круглый год.
- Муниципальная автомобильная дорога «Лючинская» (Кобяй — Тыайа — Люксюгюн — Мастах — Сайылык — Чай)
- Транспортное сообщение с п. Сангар поддерживается по сезонной схеме: зимой — по автозимнику, летом — авиатранспортом или водным транспортом с местности Сага (Кобяй — Сага — Ойун-Унгуохтах — Аргас — Сангар)

### Авиация
В селе действует аэропорт «Кобяй». Летом и осенью осуществляются самолётные и вертолётные рейсы по направлению Кобяй — Маган, Кобяй — Сангар.

## Связь
- Сотовые операторы МТС (4G), МегаФон (4G), Билайн и Yota
- Услуги Интернета (Wi-Fi 4G) предоставляют АО «АрктикТелеком» и отделение «Ростелеком» (а также кабельного телевидения)